# クロスエアタワー
クロスエアタワーは、東京都目黒区大橋に所在する超高層マンションである。

## 概要
首都高速道路の大橋ジャンクションと周辺区域計約3.8ヘクタールを一体的に整備する「大橋地区第二種市街地再開発事業」の一環として建設された。再開発事業は道路の上下部分に建築物の建設を可能にした立体道路制度を活用した。この制度を活用することで大橋ジャンクションの上下空間に建築敷地との重複利用区域を設定。重複利用区域を再開発ビルの敷地面積に算入することで、床面積が46%増えている。
建物は地下2階・地上42階建てで、3階から6階と11階から41階が分譲集合住宅や地権者の住宅、2階と7階から9階には目黒区立大橋図書館や区役所出張所などの公共施設やスーパーマーケット（ライフ目黒大橋店）などが入った。
分譲住戸491戸のうち、48戸を事業施行者の東京都が、443戸を特定建築者の東急不動産、東急、三井不動産レジデンシャル、有楽土地（現：大成有楽不動産）の4社が販売した。東京都が売り主になったのは、権利者が返上した権利床を都が保留床として取得したためである。
外観デザインでは茶色のタイルを貼った基壇部に白い居住部を重ね、独特の存在感を強調した。
再開発エリアは「O-Path目黒大橋」と愛称がつけられ、ジャンクションの上に設けられた目黒天空庭園とタワー9階から歩行者デッキで直結している。北西側には先行して、2009年4月にプリズムタワー（地下2階 地上27階 213戸）が竣工している。

## 沿革
- 1999年（平成11年） - ジャンクションの計画構造が現在のものに変更[6]。
- 2005年（平成17年） - 都市計画決定。
- 2011年（平成23年）3月 - 着工。
- 2013年（平成25年） 2月 - 竣工。

## 周辺
- 池尻大橋駅
- 警視庁第三方面本部
- 東邦大学医療センター大橋病院
- 駒場東邦中学校・高等学校
- 筑波大学附属駒場中学校・高等学校
- 東京都立駒場高等学校